# Nuno Alvites
Nuno Alvites, nommé également Nuno ou Nuño Aloitiz (fl. 1017–1028), il fut comte de Portugal, descendant du premier comte, Vímara Peres et fils du comte Alvito Nunes et de Gontina.

## Biographie
Il apparaît pour la première fois dans les sources en 1017. En 1025, une donation faite par le roi Alphonse V de León à son frère Pedro Alvites, est mentionnée et de nouveau à la même époque, une charte indique qu'il est le successeur de son père Alvito. Il gouverne le comté conjointement avec son épouse Ilduara Mendes, une fille du précédent comte Menendo González, jusqu'à son assassinat en 1028, l'année de la mort du roi Alphonse V. Ilduara continue de gouverner le comté après la mort de son mari, comme régente pour le compte de son fils Mendo, qui n'est encore qu'un enfant.

## Postérité
- Mendo Nunes (ou Menendo Núñez)[6] (fl. 1028–1050/1053)[3] gouverne le comté sous la régence de sa mère puis seul jusqu'en 1043[3].
- Gontroda Núñez[1] présente dans les sources entre 1028 et 1088, épouse le comte Vasco. Ils sont les parents d'au moins un enfant, le comte Nuño Velázquez, connu dans les sources portugaises sous le nom de Nuno Vasques ou Nuno de Celanova. Nuño épouse Fronilde Sánchez dont il a plusieurs enfants, dont les comtes Alfonso, Menendo, et Sancho Núñez[lower-alpha 2]
- Munio Nunes, qui cède une propriété dans le Domez avant 1031[3]